# Martwa natura z niebieskim emaliowanym dzbankiem do kawy, ceramiką i owocami
Martwa natura z niebieskim emaliowanym dzbankiem do kawy, ceramiką i owocami  (hol. Stilleven met koffiepot, ang: Still Life: Blue Enamel Coffeepot, Earthenware and Fruit) – obraz olejny (nr kat.: F 410, JH 1426) namalowany przez Vincenta van Gogha w maju 1888 podczas jego pobytu w miejscowości Arles, obecnie w zbiorach prywatnych.

## Historia i opis
O namalowaniu martwej natury Vincent van Gogh wspomniał w listach napisanych do brata (20 maja) i do młodszego przyjaciela, malarza Émile'a Bernarda: (22 maja 1888). Obraz przedstawia emaliowany na niebiesko żelazny dzbanek do kawy, z lewej strony którego stoi ciemnoniebieska filiżanka na spodku i dzbanek na mleko w jasnoniebieskie i białe kratki. Z prawej strony dzbanka do kawy stoi również filiżanka, biała, z niebieskim i pomarańczowym deseniem oraz niebieski, majolikowy dzbanek ozdobiony zielonymi, brązowymi, różowymi kwiatami i liśćmi. Pośród zastawy stołowej leżą 2 pomarańcze i 3 cytryny. Stół przykryty jest niebieskim obrusem i stoi na żółtym tle. 
Z listu do brata, napisanym ok. 13 czerwca wynika, że z namalowanych wówczas obrazów artysta najwyżej cenił martwą naturę:

To ostatnie płótno kasuje absolutnie całą resztę, to martwa natura z dzbankami do kawy
 i filiżankami na spodkami, żółtymi i niebieskimi, stojącymi obok nich..